# Таласократия
Таласократията (от на гръцки: θάλασσα, „море“ и на гръцки: κράτος, „власт“; в буквален превод на български: власт над морето) е един от двата типа (другият е телурократията) исторически наложили се държавотворчески концепции, който се основава на разбирането, че владението и контрола над морето, респективно океана, е решаващо за геополитическото превъзходство.
Таласократията е теоретична конструкта като устройствен подтип държавност, която възниква първо при формирането на древните минойска и финикийска цивилизация. При нея, целия икономически, политически и културен живот е подчинен на разбирането, че поради липсата на достатъчно земя или по друга причина свързана определено с географското местоположение на и при възникването на идеята, изграждането на държавността (следвайки естествения ход на развитието или системното надграждане) следва да е насочено към „овладяването на морето“. В този смисъл антипод на теласократията е телурократията, макар че на практика в чист вид двата модела да са невъзможни за реализация.

## История
Теласократията може да бъде първа стъпка към изграждането на империя. По съществото си това не е парадигмата на телорукратията, а мрежова системна структура, характеризираща се с по-висока степен на мобилност и автономност на отделните клетъчни структури спрямо ядрото, като по този начин системата притежава и по-голяма гъвкавост. За разлика от телорукратията, тук корпуса не е толкова важен, а същественото са връзките, респективно комуникацията.
Първият исторически пример за явлението е Минойската цивилизация. Разселването на тъй наречените морски народи е процес неподчинен на една обща цел, а е резултат от свободното движение на хора, за разлика от финикийската колонизация, последвана от великата гръцка колонизация, и двете насочени към овладяването на Средиземноморието. В резултат от сблъсъка им за разпределяне сферите на влияние избухват сицилианските войни, като в началото им възниква първата глобална, антична и сухоземна империя – тази на Ахеменидите. По времето на гръко-персийските войни, пунически Картаген е стратегически съюзник на Ахеменидите, който съюз е по-важен за Картаген отколкото за Персия. В крайна сметка в античността, пунически Картаген е разгромен и унищожен от Древен Рим, който на основата на Римската република формира Римска империя, която въпреки че превръща Средиземно море в свое своеобразно „вътрешно езеро“ е втората антична телурократия в историята от Атлантика до Индия (вън от другите два цивилизационни центъра Китай и Мезоамерика).
В античността най-силния флот са притежавали финикийците, а след поставянето на Финикия под асирийска и ахеменидска власт, най-мощен е бил картагенския флот.
През средновековието от великото преселение на народите до великите географски открития, като теласократии са оформят Византия с нейния византийски флот, благодарение на който и с притежавието на гръцки огън, се спира арабската инвазия към Стария континент.
От 10 век насетне се издигат в средиземноморието двата флота на италианските морски републики – Венецианската и Генуезката. С началото на великите географски открития, центърът на тежестта по вода се измества от Средиземно море отвъд Херкулесовите стълбове в Атлантика, където се развихря срамната от съвременна цивилизационна гледна точка – триъгълна търговия.
От 16 век постепенно се изграждат колониалните морски империи – първо Испанската и Португалската, а после и Британската и Френската (последните известни със своите западноиндийски и източноиндийски компании), като на изток възниква Руското царство, претендиращо за сухоземното антично римско наследство в Евразия, посредством средновековното византийско.

Днес в голяма степен древния модел на теласократията като геополитическо строителство се възпроизвежда в и от концепцията на евроатлантизма, като според Карл Шмит: 
| „ | Световната история – това е история на борбата на континенталните държави против морските държави и на морските държави против континенталните | “ |

, формулирайки символ-веруюто на германската геополитическа школа – Drang nach Osten (по Карл Хаусхофер) на „Тоталната държава“. 